# Если бы Дон Жуан был женщиной
«Если бы Дон Жуан был женщиной» (фр. Don Juan ou Si Don Juan était une femme...), также известен как «Дон Жуан в юбке» и «Дон Жуан 73») — кинофильм 1973 года производства Франции-Италии, режиссёр Роже Вадим. В главной роли — Бриджит Бардо.
В главной героине фильма словно бы реинкарнировался средневековый герой-любовник Дон Жуан. Но если он был мужчиной, то она — женщина, и это многое меняет. Хотя она знает себе цену и умеет управлять мужчинами, это не делает её счастливой.

## В ролях
- Брижит Бардо — Жуанна
- Морис Роне — Пьер Гонзаго
- Робер Оссейн — Луи Прево
- Матьё Карьер — Поль
- Мишель Сан — Лепорелла
- Джейн Биркин — Клара

## Критика
Фильм получил плохие отзывы во Франции.
The Guardian написал, что в фильме «как и во многих его фильмах, есть красивые фотографии и изящный монтаж, но мало правдоподобных сцен. Неспособный создать иллюзию, Вадим создает иллюзию творчества.» «Это плохо пахнет», — другой отзыв той же газеты.
«Я видел столько страсти и почти столько же тела на тестовом показе», — написал The Observer.
Дэвид Томсон в своей книге биографическая история кино, написал внешность Бардо была «ужасно печальная».